# Tostilocos

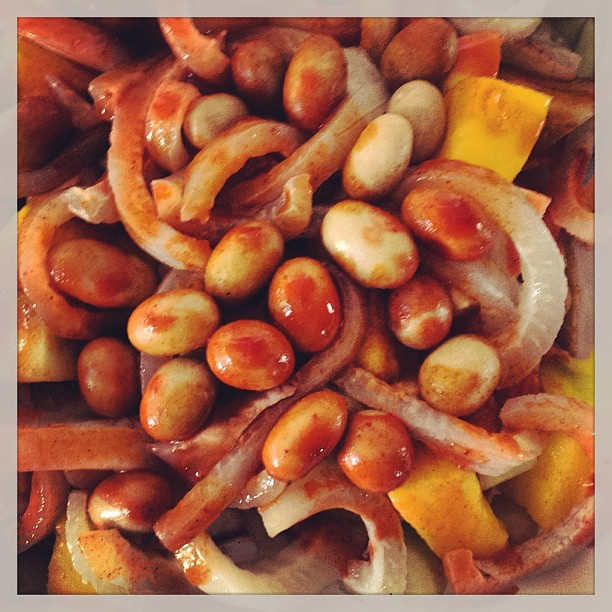
Tostilocos.

Les tostilocos (ou dorilocos) sont un antojito mexicain populaire qui consiste en des chips tortillas recouvertes de cueritos (peau de porc), concombre, jícama, chou, carotte, sauce chamoy, sauce piquante Valentina, chili Tajín, sel, citron et cacahuètes japonaises. Ils ont été créés par des vendeurs de rue à la fin des années 1990.